# مدرسه جلالیه
مدرسه جلالیه یا مسجد جلالیه مربوط به دوره صفوی است و در اصفهان، محله احمدآباد ـ روبروی خیابان گلزار واقع شده که توسط میرزا جلال الدین محمد حکیم جنابدی، طبیب شاه صفوی بنا گردیده‌است. این مدرسه کتیبه‌هایی دارد که با خط ثلث و کوفی نوشته شده‌اند و تزئینات کاشیکاری، معقلی، مقرنس‌کاری و گچبری فراوانی در آن به چشم می‌خورد. این اثر در تاریخ ۱۸ مهر ۱۳۷۵ با شمارهٔ ثبت ۱۷۵۴ به‌عنوان یکی از آثار ملی ایران به ثبت رسیده‌است.